# Spara che ti passa
Spara che ti passa (¡Dispara!) è un film del 1993 diretto da Carlos Saura e tratto dall'omonimo racconto di Giorgio Scerbanenco, contenuto nella raccolta Milano calibro 9.

## Trama
Marcos, giornalista di Madrid incaricato di scrivere un articolo sull'arte circense, conosce Anna, una ragazza che lavora in un circo ed è diventata famosa perché su un cavallo al galoppo fa tiro al bersaglio con una carabina facendo sempre centro. I due si innamorano e trascorrono la notte insieme, al mattino però sono costretti a separarsi perché Marcos è impegnato a Barcellona.
Nello spettacolo successivo Anna viene notata da tre giovani a cui il numero piace moltissimo e che, alla fine dell'esibizione, tentano di abbordare Anna, ma la ragazza rifiuta tutti i loro inviti con energia. I tre, alterati e ubriachi, si allontanano insultandola inviperiti, ma intenzionati a tornare. Nella notte, infatti, la raggiungono nella sua roulotte e la violentano brutalmente.
Quando se ne vanno, la ragazza decide di vendicarsi: sale in macchina portandosi dietro tutte le munizioni di cui dispone e dopo aver raggiunto l'officina dove i tre lavorano, li fredda con tre colpi consecutivi. In seguito si reca dal suo medico di fiducia per una visita di controllo e scopre di avere un'emorragia interna a causa dello stupro subito. Invece di andare in ospedale come consigliato dal medico, fugge senza una meta. Viene fermata da due poliziotti ed è costretta a sparare a entrambi, uccidendone uno e ferendo l'altro. Incontra Alberto, un bambino che si offre di ospitarla a casa sua; una volta giunti Anna fortemente provata minaccia col fucile i genitori di Alberto. La polizia arriva sul posto e circonda la casa: Anna libera gli ostaggi e muore dopo una lunga agonia tra le braccia di Marcos appena accorso.